# 小费迪南德·马科斯
小费迪南德·罗慕尔德兹·馬可仕（Ferdinand Romualdez Marcos Jr.，1957年9月13日—），小名「邦邦」（Bongbong），菲律賓共和國政治人物，现任菲律賓總統（第17任），曾任菲律賓參議院議員、菲律賓眾議院議員、北伊羅戈省省長等職務。
小费迪南德·罗慕尔德兹·馬可仕是已故菲律賓独裁者費迪南德·馬可仕和伊美黛·馬可仕夫婦之子，故而在一般稱呼上，人們為區分其父子之名，通常泛稱其為「小馬可仕」。2016年，小馬可仕與米麗阿姆·德芬索爾·聖地牙哥搭檔參選副總統，後以些微票數差距敗給執政黨菲律賓自由黨推出的主要競爭者萊妮·羅布雷多。2021年，小馬可仕宣布他將在菲律賓聯邦黨領導下參加2022年菲律宾总统選舉，並與薩拉·杜特蒂搭檔參選總統，最終以囊括過半票數的優勢差距擊敗各路競爭者成功當選。

## 幼年及求學
1957年9月13日，小馬可仕生於馬尼拉的露德聖母醫院，翌年夏天在天主教聖心教堂舉行受洗儀式。他的小名是“邦邦”，幼年時期在馬尼拉接受幼兒園及小學基礎教育。當時，他父親老费迪南德·马科斯正擔任北伊羅戈省第二區選出的眾議員，後來又當選參議員。
1970年，13歲的小馬可仕被父母送往英國，在西薩塞克斯郡的本篤會學校接受中學教育，接著進入牛津大學聖艾德蒙學堂研讀哲學、政治學和經濟學（PPE）學位課程。但他離開牛津大學時並沒有獲得正式學位，只獲得社會研究的特殊文憑。儘管小馬可仕對外自稱擁有牛津大學PPE學位，但牛津大學於2015年曾公開表示：小馬可仕當年確實沒有完成學位。
離開英國之後，小馬可仕前往美國費城，在賓夕法尼亞大學沃頓商學院修習工商管理碩士課程。他在1980年退學返國未取得學位，在父母安排下出任故鄉北伊羅戈省副省長，時年僅23歲。在美求學期間，小馬可仕的生活費用均來自其父母在美國的15個銀行匿名賬戶資金。

## 政治生涯

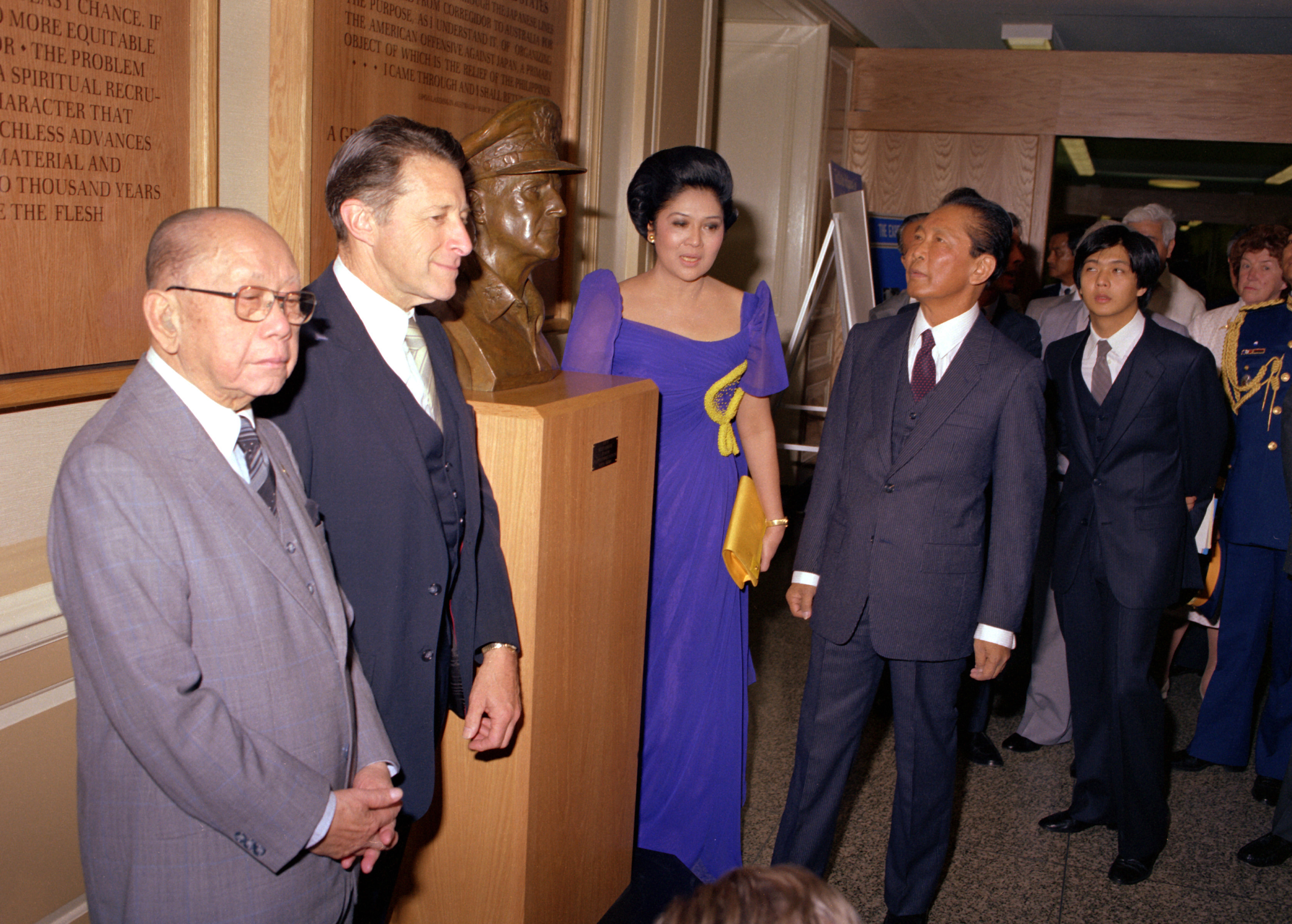
1982年小馬可仕陪同父母訪問美國五角大廈。

1980年小馬可仕中輟學業離開美國費城，返回菲律賓擔任北伊羅戈省副省長，1983年擔任省長。
1986年菲律賓爆發人民力量革命，在事件的最後幾天，小馬可仕身著戰鬥服以示其戰鬥精神。他執行馬可仕命令，指揮炸毀抗議眾多人群的聚集地Camp Crame。由於美國擔心馬可仕在菲律賓的存在會導致內戰，決定放棄對馬可仕政府的支持，將馬可仕家人、親信撤往夏威夷。
在家族流亡過程中，小馬可仕一同搭機離開菲律賓，並在之後參與了家庭資金的移轉。馬可仕家族意圖從瑞士銀行的一個秘密帳戶提取約2億美元，但最終瑞士政府決定凍結該家族的銀行帳戶。馬可仕家族初抵達夏威夷時，停留住在希卡姆空軍基地，一個月後他們搬進位於火奴魯魯的兩處住宅，這些住宅分別登記在馬可仕的密友名下。
1989 年，馬可仕在夏威夷去世，臨終前小馬可仕是唯一在場的家庭成員。
1991年小馬可仕返國，隨即於次年在北伊羅戈省第二選區當選眾議員。1995年改競選參議員，落選。
1998年小馬可仕再度出任北伊羅戈省省長，並連任兩次（1998-2007）。2007年他再度在北伊羅戈省第二選區當選眾議員。2010年成功當選參議員。
2015年8月接受電視訪問時，小馬可仕拒絕為父親在位時侵犯人權的行為道歉，並強調父親在總統任內的政績。
2015年10月5日小馬可仕宣布參選副總統，他的競選搭檔是參議員米麗阿姆·德芬索爾·聖地牙哥。選舉結果小馬可仕獲得14,155,344票，只輸給當選的羅布雷多263,473票。

### 2022年總統大選
小馬可仕於2021年10月5日通過Facebook宣布參選2022年菲律賓總統競選。其妻麗莎在接受媒體採訪時透露，他在觀看電影《蟻人》時決定競選總統，但小馬可仕表示他並不記得這一刻。小馬可仕擔任菲律賓聯邦黨黨主席，代表該黨參選總統，同時也得到其前屬黨菲律賓國民黨的支持。11月16日，小馬可仕宣布羅德里戈·杜特尔特之女：達沃市市長萨拉·杜特尔特為其競選搭檔。小馬可仕和杜特蒂的配對搭檔命名為“UniTeam”，以標榜“團結”的競選主題。
在2022年5月大選前，小馬可仕一直在總統調查中保持大幅領先；是該國1999年民意調查以來，第一位獲得超過 50%民意調查的總統候選人。但他在總統競選過程中，只曾參加一場辯論，受到許多的批評。他的陣營亦受到事實核查人員和虛假信息學者的批評，他們發現他的競選活動受到歷史否定主義的驅使，旨在改造馬可仕品牌並抹黑他的競爭對手，他的競選活動還被指控粉飾他父親擔任總統期間發生的侵犯人權和掠奪行為，《華盛頓郵報》注意到馬可仕家族的歷史扭曲主義自2000年代以來一直在進行，而《紐約時報》則引用了他對稅務欺詐的定罪，包括他拒絕支付家人的遺產稅，以及歪曲他在牛津大學的教育。
在5月9日投票截止後的開票過程，小馬可仕取得當選門檻票數，以壓倒性票數領先對手，使馬可仕家族在歷經36年後重返執政。他的得票率高達58.77%，是1986年老馬可仕垮台後第一位得票過半的總統當選人。他於5月26日獲國會頒發當選證書。

### 總統任內
小馬可仕就任總統後一改前總統杜特蒂的親中態度，尋求與美國建立更緊密的雙邊關係，並讓美國出入更多菲律賓軍事基地，致使中國和菲律賓的關係日益惡化。

## 家庭及個人生活
小费迪南德·罗慕尔德兹·馬可仕是已故菲律賓独裁者費迪南德·馬可仕和伊美黛·馬可仕夫婦之子。小馬可仕在家族中還有一姐一妹。雖然馬可仕家族擁有菲律賓伊洛卡諾人的血統，但小馬可仕本身並不會說伊洛卡諾語。1993年，小馬可仕與菲律賓著名的阿拉內塔家族成員路易絲·麗莎·卡喬·阿拉內塔結婚，婚後育有三個兒子，分別是：費迪南德·亞歷山大三世·“桑德羅”（生於1994年）、約瑟夫·西蒙（生於1995年）和威廉·文森特·“文斯”（生於1997年）。

## 争议

### 對歷史的辯解
小馬可仕自返回菲律賓以來，一直受到公眾的關注。小馬可仕否認菲律賓過往的歷史不幸事件，對於其父親在執政期間對侵犯人權和非法聚財的歷史毫無感到歉意，因此受到社會的嚴厲批評。小馬可仕則批評當年的受害者：“其實他們不想要得到道歉，他們只想要錢。”他並表示，只有在做錯事的時候，他的家人才會道歉。
2012年是菲律賓戒嚴時期戒嚴令發布40週年，雖然社會輿論多所指責，但小馬可仕拒絕為其父親執政期間侵犯人權的措施而道歉，並稱抗議者為“自私言論的政客、自我膨脹的敘述、浮誇不實的聲明、充滿政治姿態和宣傳”。
2016年競選副總統期間，小馬可仕回應了時任總統小艾奎諾對於過去馬可仕政權的批評，他否認許多歷史事件，並聲稱菲律賓人應該“把歷史留給教授們”。當下來自馬尼拉雅典耀大學的教職員工和歷史教授立即發表聲明，譴責他的反駁是“對菲律賓歷史的持續扭曲”和“無恥否認戒嚴政權的罪行。” 菲律賓大學迪里曼分校歷史系也發出聲明，譴責小馬可仕在製造“神話及欺騙”。

### 資訊工具運用
小馬可仕團隊擅長資訊工具運用，以掌握社會政治脈動，擁有YouTube 頻道，以及Twitter和 Facebook 的帳戶。根據菲律賓非營利性資深記者在線新聞機構Vera Files的研究，2017年菲律賓的鉅量新聞散佈及運用，小馬可仕從中的政治受益最大，多數新聞發布是經由Facebook網絡頁面上所驅動共享，並以“小馬可仕”為名。
2020年7月，劍橋分析公司的前業務發展總監布特妮·凱瑟（Brittany Nicole Kaiser）在接受菲律賓在線新聞網站Rappler訪問時稱：小馬可仕曾與劍橋分析公司接洽，以在社交媒體上“重塑”馬可仕家族的形象。小馬可仕的發言人Vic Rodriguez 則否認這些指控，表示小馬可仕考慮提出誹謗指控。

## 外部連結
- 官方网站
- 參議院履歷 （页面存档备份，存于）
- 小费迪南德·马科斯的Facebook專頁
- 小费迪南德·马科斯的X（前Twitter）
- 小费迪南德·马科斯的Instagram帳戶